# Oberschrot
Oberschrot es una población y antigua comuna suiza del cantón de Friburgo, situada en el distrito de Sense. Desde el 1 de enero de 2017 forma parte de la comuna de Plaffeien.

## Geografía
Limita al norte con las comunas de Rechthalten, Brünisried y Zumholz, al este y sur con Plaffeien; y al oeste con Plasselb y Giffers.

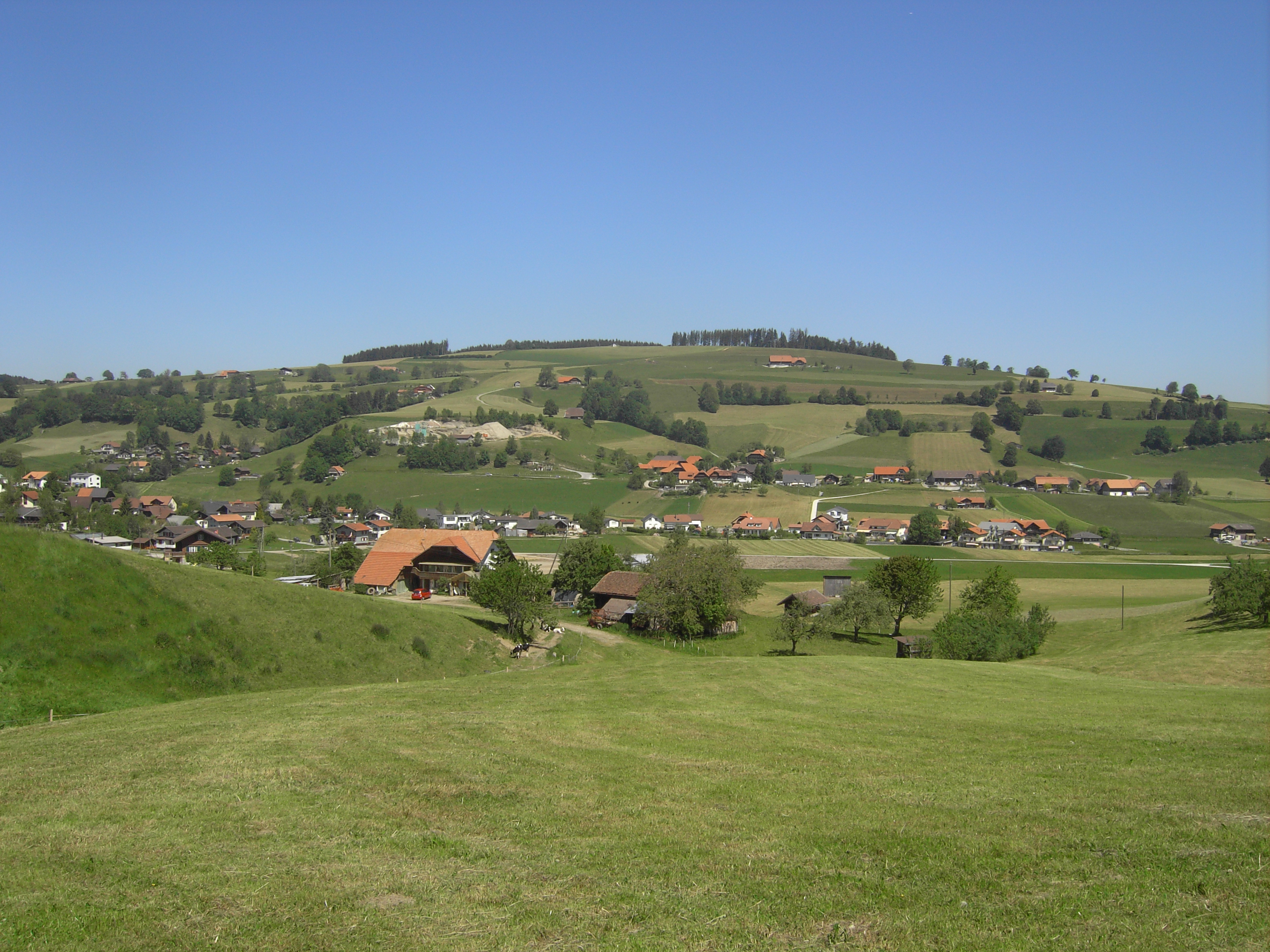
Vista de Oberschrot